# دوروثي دين
دوروثي دين (بالإنجليزية: Dorothy Dean)‏ هي نجمة اجتماعية وممثلة أمريكية، ولدت في 1932 في الولايات المتحدة، وتوفيت بنفس المكان في 1987 بسبب سرطان.

## وصلات خارجية
- دوروثي دين على موقع IMDb (الإنجليزية)